# M11/39
M11/39（Carro Armato Medio da 11 tonnellate Modello 1939）は、第二次世界大戦期のイタリア初の中戦車である。

## 概要
1936年、イタリア陸軍は、時代遅れとなったフィアット3000突撃戦車の更新装備として、乗員3名、車体に1門の40口径 37 mm砲、旋回銃塔に2挺の8 mm機関銃、小火器からの徹甲弾や20 mm機関砲の射撃に抗堪できる装甲、を備えた新型戦車の要求仕様を、フィアット社とアンサルド社に提示した。
1936年に、最初のプロトタイプである、「10トン突破戦車」（Carro di Rottura da 10 t）が作られたが、1937年に放棄された。
※「Carro di Rottura」は、英語では「Breakthrough Tank（ブレークスルー・タンク）」であり、日本語では「突破戦車」と訳す。
「10トン突破戦車」の基本的なレイアウトは、次のプロトタイプである、「8T 突破戦車」 (「8トン戦車」だと誤解されることがあるが、この「8T」は、「フィアットSPA 8T エンジン」のことを指し、「重量8トン」という意味ではない) にも、受け継がれた。
1938年5月までに、M11/39の直接の原型となった、「8T 突破戦車」（Carro di Rottura 8T）（重量は少し増えて11トン）が、試作された。この車両は、イタリア陸軍によって、車両番号「RE2576」を与えられて登録され、検査が行われた。
片側2輪ボギー4組の足回りは、1929年に、イタリアがイギリスから輸入した、ヴィッカース 6トン戦車のそれを、参考にした物であった。
1939年に就役予定であったことから、M11/39として制式化され、1939年 - 1940年にかけて、100輌が生産された。
主砲であるヴィッカース＝テルニ M30 40口径 37 mm砲は、砲塔に載せずに、車体前部右側に搭載され、旋回銃塔にはブレダ M38 8 mm連装機銃が装備されていた。
この砲の旋回砲塔への搭載は、既に「フィアット3000 1930年型」で実現している。
この搭載方法は自走砲と同様のものであり、敵が射界から外れると車体ごと向きを変えて、それから照準をし直さなければならず、接近戦では非常に不利であった。
しかし、それまでのガソリンエンジンから、被弾時の発火に強く、燃費も良い、ディーゼルエンジンが採用されるなど、進んだ面もあった。このエンジンの出力向上型は、M13/40にも搭載された。M11/39とM13/40は、エンジン・コンパートメント（機関室）の形状もほぼ同じである。
1940年にはリビアでの戦闘を始めに実戦投入されたが、貧弱な装甲のため、多くの車両は戦闘で失われ、1941年初頭にはほぼ全車が退役した。
数両が北アフリカ戦線のオーストラリア国防軍に鹵獲・使用され、イタリア軍への反攻作戦へ投入された。（右上の画像参照）

## 登場作品

### ゲーム
『R.U.S.E.』
イタリアの軽戦車として登場。
『バトルフィールド1942 ロード・トゥ・ローマ』
イタリア軍の追加中戦車として登場する。
『パンツァーフロントAusf.B』
『War Thunder』
イタリアの中戦車M11/39として登場。初期車両ではなく駆逐戦車ツリーにありL3ccの次に開発できる。